# It (album)
It je debutové album britské popové skupiny Pulp. Bylo vydáno jako vinylové mini-LP v dubnu 1983. V únoru 1994 vyšla reedice na CD s třemi bonusovými skladbami („Looking for Life“, „Everybody's Problem“ a „There Was...“).

## Seznam skladeb
Autorem všech skladeb je Jarvis Cocker, pokud není uvedeno jinak.
Strana 1
1. „My Lighthouse“ (Jarvis Cocker, Simon Hinkler) – 3:30
2. „Wishful Thinking“ – 4:17
3. „Joking Aside“ – 4:20
4. „Boats and Trains“ – 1:34

Strana 2
1. „Blue Girls“ – 5:56
2. „Love Love“ – 3:09
3. „In Many Ways“ – 2:46

## Obsazení
Pulp
- Peter Boom
- Jarvis Cocker
- Wayne Furniss
- Beefy Garryo
- David Hinkler
- Simon Hinkler

Další hudebníci
- Mister Barry Thompson
- Jill Taylor and Saskia Cocker
- Jon Short
- Joanne, Julie and Alison